# Pachycephalopsis poliosoma
Il pigliamosche neoguineano dal cappuccio (Pachycephalopsis poliosoma Sharpe, 1882) è un uccello della famiglia dei Petroicidi originario della Nuova Guinea.

## Tassonomia
Attualmente vengono riconosciute quattro sottospecie di pigliamosche neoguineano dal cappuccio:
- P. p. approximans (Ogilvie-Grant, 1911) (versanti meridionali della Cordigliera centrale nella Nuova Guinea occidentale e centrale);
- P. p. hunsteini (Neumann, 1922) (versanti settentrionali della Cordigliera centrale nella Nuova Guinea centrale e centro-orientale);
- P. p. hypopolia (Salvadori, 1899) (Nuova Guinea nord-orientale);
- P. p. poliosoma (Sharpe, 1882) (Nuova Guinea sud-orientale).

## Descrizione
Il pigliamosche neoguineano dal cappuccio misura 16 cm di lunghezza. Il piumaggio è marrone scuro sul dorso e grigio chiaro sul ventre, e la gola è bianca, così come l'iride. (Nel disegno a fianco quest'ultima caratteristica non è evidente, probabilmente perché il disegnatore ha effettuato la sua raffigurazione a partire da un esemplare impagliato.)

## Distribuzione e habitat
Il pigliamosche neoguineano dal cappuccio vive nelle foreste pluviali tropicali degli altopiani centrali della Nuova Guinea, tra i 400 e i 2150 m di quota. Si incontra prevalentemente nei pressi del suolo della foresta.

## Biologia
Conduce una vita molto riservata, ed è più facile udirne il richiamo che avvistarlo.